# Ryder Hesjedal

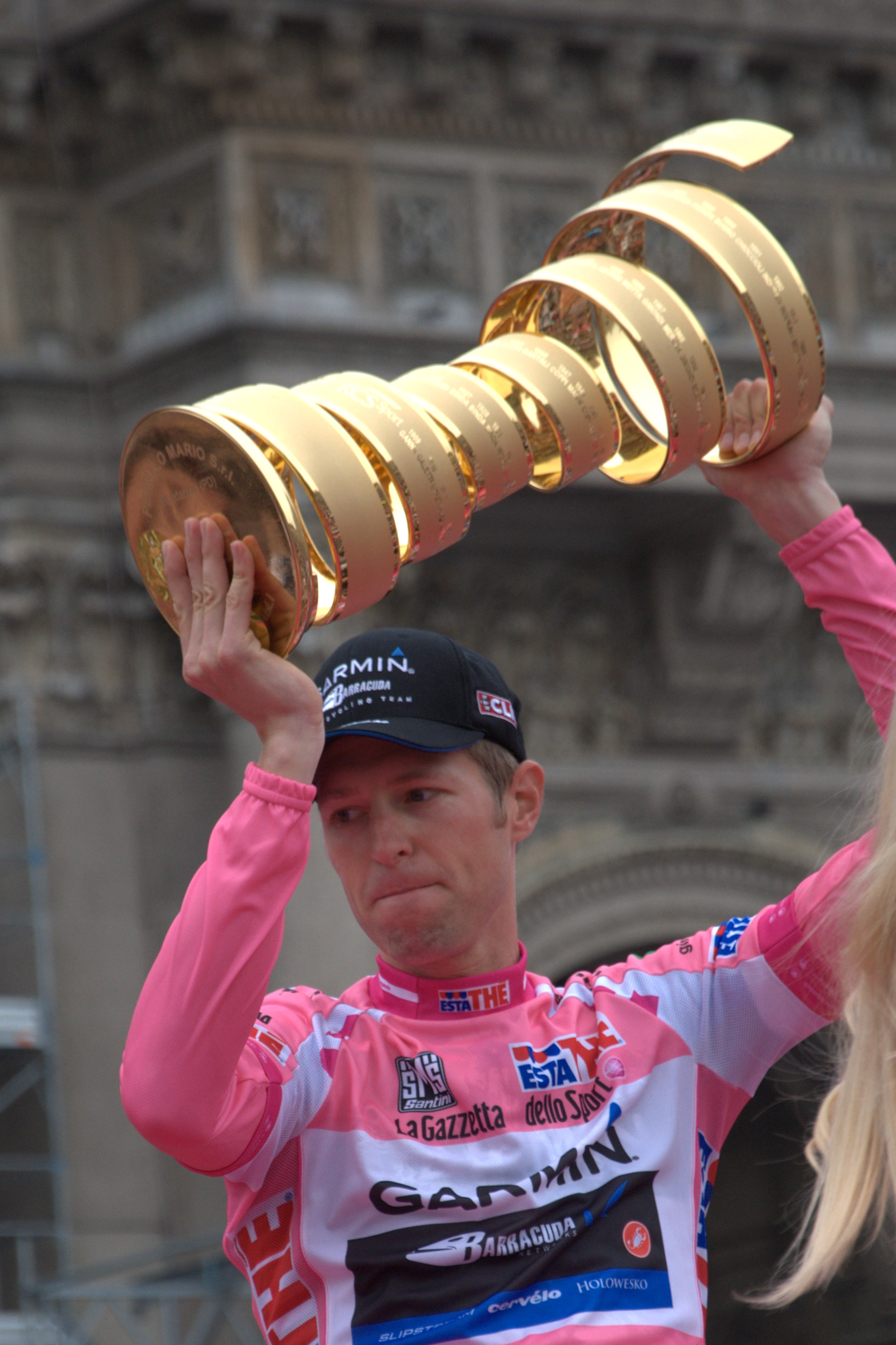
Ryder Hesjedal bei der Siegerehrung des Giro d’Italia 2012

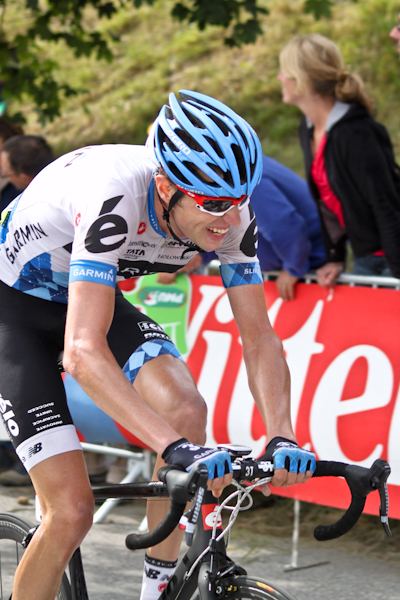
Ryder Hesjedal bei der Tour de France 2011

Ryder Hesjedal (* 9. Dezember 1980 in Victoria, British Columbia) ist ein ehemaliger kanadischer Radrennfahrer. Durch seinen Gesamtsieg des Giro d’Italia 2012 ist er der erste Kanadier, der eine Grand Tour gewinnen konnte.

## Sportliche Laufbahn
Ryder Hesjedal begann seine Radsportkarriere als erfolgreicher Mountainbiker. Er wurde Vize-Juniorenweltmeister 1998, U23-Vizeweltmeister 2001 und Dritter 2002 sowie Vizeweltmeister bei den Männern 2003.
2002 und 2003 war Hesjedal in der Nachwuchs-Mannschaft des Straßenradsportteams Rabobank unter Vertrag. 2004 wechselte er zum US Postal-Team von Lance Armstrong und 2006 zum Schweizer Team Phonak Hearing Systems. 2006 wurde er Vierter der Gesamtwertung der Katalonien-Rundfahrt 2006. Als Mitglied des US-amerikanischen Teams Garmin-Slipstream gewann er die zwölfte Etappe der Vuelta a España 2009 und erzielte damit seinen ersten Sieg in einem internationalen Straßenrennen.
2010 hatte Hesjedal das bis dahin erfolgreichste Jahr seiner Karriere: Im Frühjahr gewann er eine Etappe der Kalifornien-Rundfahrt und wurde Zweiter beim Amstel Gold Race, als er sich nur dem Belgier Philippe Gilbert geschlagen geben musste. Bei der Tour de France 2010 übernahm er nach dem Sturz des etatmäßigen Kapitäns Christian Vande Velde dessen Rolle und erreichte überraschend den siebten Platz im Gesamtklassement. Die neueingeführten UCI-ProTour-Rennen in seiner kanadischen Heimat, den Grand Prix Cycliste de Québec und den Grand Prix Cycliste de Montréal beendete er als Vierter bzw. Dritter.
2012 holte Hesjedal den Gesamtsieg beim Giro d’Italia. Nachdem er das Maglia Rosa zweimal an Joaquim Rodríguez verloren hatte, konnte er es sich im abschließenden Einzelzeitfahren in Mailand zurückerobern und somit als erster Kanadier eine Grand Tour gewinnen.
Nachdem der wegen Dopingvergehen bereits bestrafte Michael Rasmussen in einem Buch erklärte, er habe im Jahr 2003 Hesjedal in der Anwendung von EPO unterwiesen, räumte Hesjedal Ende Oktober 2013 öffentlich ein, dass er 2003 EPO als Doping verwendet hatte. Die kanadische Antidopingagentur CCES teilte hierzu mit, dass Hesjedal bereits im Frühjahr 2013, also vor der Anschuldigung durch Rasmussen, gegenüber der CCES und der US-amerikanischen Antidopingagentur USADA eingeräumt und mit diesen Institutionen kooperiert habe. Die CCES äußerte sich allerdings enttäuscht darüber, dass Hesjedal das Geständnis erst zehn Jahre nach dem Vergehen ablegte. Eine Sperre habe Hesjedal nicht zu befürchten, weil der eingeräumte Dopinggebrauch des Jahres 2003 außerhalb der achtjährigen Verjährungsfrist des WADA-Codes liege.
Hesjedal konnte an seinen Erfolg bei der Italien-Rundfahrt danach aber nur noch bedingt anknüpfen. In den Jahren 2014 und 2015 fuhr er unter die besten Zehn des Giro d’Italia und gewann 2014 eine weitere Etappe der Vuelta a España.
Ryder Hesjedal beendete seine aktive Radsportlaufbahn zum Ende der Saison 2016.

## Erfolge
2007
- Kanadischer Meister – Einzelzeitfahren

2009
- eine Etappe Vuelta a España

2010
- eine Etappe Kalifornien-Rundfahrt

2011
- Mannschaftszeitfahren Tour de France

2012
- Gesamtwertung und Mannschaftszeitfahren Giro d’Italia

2014
- eine Etappe Vuelta a España

## Grand-Tour-Platzierungen
| Grand Tour            | 2005 | 2006 | 2007 | 2008 | 2009 | 2010 | 2011 | 2012 | 2013 | 2014 | 2015 | 2016 |
| --------------------- | ---- | ---- | ---- | ---- | ---- | ---- | ---- | ---- | ---- | ---- | ---- | ---- |
| Giro d’ItaliaGiro     | WD   | –    | –    | 60   | –    | –    | –    | 1    | WD   | 9    | 5    | DNF  |
| Tour de FranceTour    | –    | –    | –    | 47   | 49   | 5    | 18   | WD   | 70   | –    | 40   | –    |
| Vuelta a EspañaVuelta | –    | WD   | –    | –    | WD   | –    | –    | –    | –    | 24   | –    | –    |

## Teams
- 2002 Rabobank TT3
- 2003 Rabobank TT3
- 2004 US Postal
- 2005 Discovery Channel
- 2006 Phonak Hearing Systems
- 2007 Health Net-Maxxis
- 2008 Garmin-Chipotle
- 2009 Garmin-Slipstream
- 2010 Garmin-Transitions
- 2011 Team Garmin-Cervélo
- 2012 Garmin-Barracuda
- 2013 Garmin Sharp
- 2014 Garmin Sharp
- 2015 Team Cannondale-Garmin
- 2016 Trek-Segafredo